# Rhinagrion hainanense
Rhinagrion hainanense – gatunek ważki z rodziny Philosinidae. Występuje w południowych Chinach (prowincje Kuejczou i Hajnan),  Laosie i Wietnamie.
Gatunek ten został opisany w 2001 roku w oparciu o pojedynczy okaz – samca odłowionego w czerwcu 1999 roku na wyspie Hajnan. Takson Rhinagrion yokoii, opisany w 2003 roku z prowincji Xékong w południowo-wschodnim Laosie, został w 2011 roku zsynonimizowany z Rhinagrion hainanense.